# Tour della nazionale maschile di rugby a 15 del Sudafrica 2022
A fine anno 2022 la nazionale sudafricana di rugby allenata da Jacques Nienaber affrontò un tour in Europa che comprendeva quattro test match (in Francia, Italia e Isole britanniche) e due incontri infrasettimanali, rispettivamente a Cork e a Bristol, con la propria squadra B.
Le sedi dei test match furono, nell'ordine, Dublino (contro l'Irlanda), Marsiglia (Francia), Firenze (Italia) e Londra (Inghilterra).
Lo score finale per i sudafricani fu di due vittorie su sei incontri, con due sconfitte su quattro nei test match e due sconfitte su due negli infrasettimanali.

## Il tour
La parte irlandese del tour si risolse con due sconfitte.
L'incontro di Dublino fu uno dei più qualificati dell'epoca a livello di rugby internazionale, in quanto contrapponeva i sudafricani campioni del mondo in carica agli irlandesi numero uno del ranking World Rugby.
Fu un test match combattuto e fisicamente dispendioso, in cui alle due mete irlandesi di van der Flier e Hansen risposero gli Springbok con Mostert e Arendse, ma alla fine la differenza la fecero i punti al piede a parità di mete: tre piazzati di Jonathan Sexton diedero all'Irlanda un vantaggio di tre punti sugli avversari, che ne misero a segno solo due.
Per quanto riguarda invece l'incontro infrasettimanale, di fronte a più di 40000 spettatori che gremivano Páirc Uí Chaoimh, stadio di sport gaelici per la prima volta prestato al rugby, la selezione provinciale di Munster sconfisse 28-14 a Cork una formazione sperimentale sudafricana che non presentava praticamente alcun elemento tra quelli inizialmente previsti per i test match.
A Marsiglia gli Springbok incontrarono una Francia proveniente da 11 vittorie consecutive.
I francesi partirono subito in maniera decisa portandosi sul 13-0 nei primi quindici minuti di gioco, costellati da brutalità reciproche e l'espulsione del sudafricano Pieter-Steph du Toit, responsabile di un fallo a freddo su Jonathan Danty, uscito dal campo per una frattura all'orbita oculare.
I sudafricani si rifecero sotto nel finale di primo tempo, chiuso con soli sei punti di svantaggio; la ripresa seguì lo stesso copione, con Cyril Baille fuori per uno strappo inguinale durante una mischia rivelatosi essere poi un'ernia, Thibaut Flament portato via in barella dopo uno scontro durissimo e il francese Antoine Dupont espulso per un placcaggio in volo su Cheslin Kolbe; con 14 uomini per parte la Francia, passata in svantaggio 25-26 negli ultimi minuti, ribaltò il punteggio a 6' dalla fine con Sipili Falatea che andò a meta e diede ai Bleus la vittoria 30-26 e allungando a 12 la propria striscia di vittorie.
Tutto esaurito anche all'Ashton Gate di Bristol per il secondo e ultimo infrasettimanale dei giovani sudafricani: di fronte all'esperta formazione inglese la selezione B degli Springbok andò in vantaggio per prima, ma la consueta indiscipina già mostrata in altri incontri la fece rimanere in quattordici dopo neppure un quarto di gara, permettendo a Bristol di marcare due mete e chiudere in vantaggio il primo tempo; nel secondo tempo il Sudafrica tentò una rimonta con Mchunu vanificata dalla meta di Thomas e il piede di Sheedy, autore di 16 punti dalla piazzola; inutile la segnatura di Notshe a due dalla fine, che servì solo ad alleggerire il passivo, limitato a 8 punti (18-26).
Partita combattuta a Genova, invece, fino alla fine del primo tempo: l'Italia scesa al Ferraris, infatti, proveniva da due vittorie, tra cui quella di assoluto prestigio contro l'Australia, mai battuta in precedenza.
Nienaber schierò quindi una squadra rispettosa dell'avversario, senza grandi modifiche rispetto al "quindici" base impiegato in Francia e Irlanda e, finché gli Azzurri tennero il campo fisicamente, la partita fu equilibrata, tanto che l'Italia chiuse il primo tempo in svantaggio di solo cinque punti (13-18); nel secondo tempo tuttavia il Sudafrica fece pesare la sua fisicità e marcò 45 punti a fronte dei solo 8 italiani (comunque a meta due volte in tutto l'incontro) grazie anche all'impiego dei suoi uomini migliori subentrati nella ripresa come Etzebeth, Marx e Smith: 63-21 per gli Springbok il risultato finale.
Chiusura in grande stile a Twickenham su un campo dove gli Springbok non vincevano dal 2014: l'Inghilterra di Eddie Jones, avversaria sconfitta nella più recente finale di Coppa del Mondo tre anni prima, aveva vinto tutti i successivi confronti tra le due squadre, ma si presentava all'ultimo appuntamento dell'anno con il peggior bilancio dal 2008 (5 vittorie e  sconfitte più un pari, conseguito la settimana precedente contro la Nuova Zelanda).
Il Sudafrica fece pesare la sua maggiore prestanza fisica e tecnica in attacco e dopo un'iniziale vantaggio inglese con Owen Farrell (1/3 nei primi tre calci, troppa imprecisione per lui), si portò davanti con un piazzato, un drop e una meta, e continuando nella ripresa portando il vantaggio fino a 27-6 a dieci minuti dalla fine; Henry Slade per gli inglesi accorciò le distanze ma non si ripeté l'impresa di due settimane addietro, quando la squadra riuscì negli ultimi minuti a rimontare contro gli All Blacks un passivo di  diciassette punti.

## Risultati

### Itest match
| Arbitro: | Nika Amashukeli |

|                           |      |                         |
| v.d. Flier 46’ Hansen 50’ | mt   | 67’ Mostert 76’ Arendse |
| Sexton 3’, 36’, 74’       | c.p. | 9’ Marx 42’ Kolbe       |

| Arbitro: | Wayne Barnes |

|                                   |      |                                          |
| Baille 21’ Falatea 74’            | mt   | 30’ Kolisi 51’ Arendse                   |
| Ramos 21’                         | tr   | 51’ F. de Klerk                          |
| Ramos 2’, 17’, 40’, 46’, 57’, 79’ | c.p. | 26’, 43’ Kolbe 45’ de Klerk 64’ Willemse |

| Arbitro: | Matthew Carley |

|                             |      | |
| Capuozzo 11’ L. Cannone 66’ | mt   | 8’, 47’ Arendse 30’ Mbonambi 44’ Kolbe 55’ K. Smith 63’ Marx 70’ Kitshoff 73’ Willemse 79’ Reinach |
| Allan 11’                   | tr   | 30’ Kolbe 47’, 55’, 70’, 73’, 79’ Libbok                                                           |
| Allan 8’, 21’, 43’          | c.p. | 9’, 26’ Kolbe                                                                                      |

| Arbitro: | Angus Gardner |

|                  |      |                           |
| Slade 72’        | mt   | 33’ Arendse 49’ Etzebeth  |
| Farrell 72’      | tr   | 49’ F. de Klerk           |
| Farrell 14’, 46’ | c.p. | 19’, 40’, 58’ F. de Klerk |
|                  | drop | 31’, 42’ Willemse         |

### Gli altri incontri
| Arbitro: | Karl Dickson |

|                                       |    |                        |
| Daly 3’ Zebo 29’ Barron 39’ Haley 43’ | mt | 13’ Fassi 63’ Notshe   |
| Healy 3’, 29’, 39’, 43’               | tr | 13’ Goosen 63’ Lombard |

| Arbitro: | Gianluca Gnecchi |

|                              |      |                       |
| Ibitoye 32’ Y. Thomas 59’    | mt   | 48’ Mchunu 78’ Notshe |
| C. Sheedy 32’, 59’           | tr   | 78’ Mngomezulu        |
| C. Sheedy 16’, 25’, 51’, 67’ | c.p. | 3’, 19’ Mngomezulu    |